# Oxyanthus racemosus
Oxyanthus racemosus là một loài thực vật có hoa trong họ Thiến thảo. Loài này được (Schumach. & Thonn.) Keay mô tả khoa học đầu tiên năm 1958.